# Associazione Sportiva L'Aquila 1933-1934
Questa voce raccoglie le informazioni riguardanti l'Associazione Sportiva L'Aquila  nelle competizioni ufficiali della stagione 1933-1934.

## Stagione
Per l'Associazione Sportiva L'Aquila, la stagione 1933-1934 fu la 2ª in Prima Divisione.
La compagine rossoblù, con ambizioni di promozione, venne affidata alla guida del tecnico Ottavio Barbieri, bandiera del Genoa e della Nazionale italiana e che aveva appena concluso la sua carriera da calciatore. All'ossatura della squadra, che aveva ben figurato nella stagione precedente, furono aggiunte pedine importanti come Walter Corsanini e Floro Laroma Iezzi, quest'ultimo investito dei ranghi da capitano.
L'Aquila, inoltre, fece il suo esordio nel nuovo Stadio del Littorio con un secco 7-1 al Fano; l'impianto si dimostrò essere un autentico fortino e rimase inespugnato per tutta la durata del torneo.
Dopo un lungo testa a testa con il Foligno, sconfitto nella gara decisiva alla penultima giornata e in seguito squalificato per provato illecito sportivo, gli abruzzesi vinsero il proprio girone e guadagnarono l'accesso alla fase finale del torneo, partecipando a un ulteriore girone con Andrea Doria, Acciaierie Falck e Pro Gorizia. Dopo aver chiuso l'andata in testa alla classifica, i rossoblù furono battuti dal Falck e, successivamente, fermati sul 2-2 in casa dalla Pro Gorizia in una partita che L'Aquila stava perdendo 2-0 a pochi minuti dal termine; nell'ultima giornata, tuttavia, si riscattarono andando a vincere a Genova sul campo della favorita Andrea Doria (a cui bastava il pareggio per ottenere la promozione).
L'Aquila guadagnò così, prima formazione abruzzese a riuscirci, la promozione in Serie B; si trattò inoltre della prima vittoria in un torneo nella storia della società.

## Divise
| Casa | Trasferta |

## Rosa
| N. |                   | Ruolo | Calciatore          |
| -- | ----------------- | ----- | ------------------- |
|    | Italia (bandiera) | A     | Andrea Angiolini    |
|    | Italia (bandiera) | C     | Pasquale Ballardini |
|    | Italia (bandiera) | A     | Marino Bon          |
|    | Italia (bandiera) | A     | Antonio Budini      |
|    | Italia (bandiera) | P     | Lando Caimmi        |
|    | Italia (bandiera) | C     | Walter Corsanini    |
|    | Italia (bandiera) | C     | Teresio Fortina     |
|    | Italia (bandiera) | C     | Aldo Giannini       |

| N. |                   | Ruolo | Calciatore                    |
| -- | ----------------- | ----- | ----------------------------- |
|    | Italia (bandiera) | D     | Floro Laroma Iezzi (capitano) |
|    | Italia (bandiera) | C     | Renato Piacentini             |
|    | Italia (bandiera) | C     | Gino Piccinini                |
|    | Italia (bandiera) | C     | Bruno Rossi (I)               |
|    | Italia (bandiera) | C     | Mario Rossi (II)              |
|    | Italia (bandiera) | P     | Orlando Sain                  |
|    | Italia (bandiera) | D     | Egidio Sgubin                 |
|    | Italia (bandiera) | C     | Dino Testoni                  |

## Risultati

### Prima Divisione

#### Girone di andata
| Taranto 24 settembre 1933 1ª giornata                        | Cantieri Tosi | 1 – 1         | L'Aquila | Stadio del Littorio |
| \| \| \| \| \| Guassone 87’ \| Marcatori \| 74’ Angiolini \| |               |               |          |                     |
|                                                              |               |               |          |                     |
| Guassone 87’                                                 | Marcatori     | 74’ Angiolini |          |                     |

| Aquila degli Abruzzi 1º ottobre 1933 2ª giornata                                                                       | L'Aquila  | 7 – 1           | Fano | Stadio del Littorio |
| \| \| \| \| \| Angiolini 8’, 23’, 59’ Rossi II 35’ Bon 42’ Corsanini 51’ Budini 89’ \| Marcatori \| 43’ De Filippis \| |           |                 |      |                     |
| |           |                 |      |                     |
| Angiolini 8’, 23’, 59’ Rossi II 35’ Bon 42’ Corsanini 51’ Budini 89’                                                   | Marcatori | 43’ De Filippis |      |                     |

| Pescara 8 ottobre 1933 3ª giornata                   | Pescara   | 0 – 2              | L'Aquila | Stadio Rampigna |
| \| \| \| \| \| \| Marcatori \| 75’, 80’ Corsanini \| |           |                    |          |                 |
|                                                      |           |                    |          |                 |
|                                                      | Marcatori | 75’, 80’ Corsanini |          |                 |

| Aquila degli Abruzzi 15 ottobre 1933 4ª giornata                                         | L'Aquila  | 4 – 1       | Anconitana-Bianchi | Stadio del Littorio |
| \| \| \| \| \| Angiolini 8’, 58’ Budini 17’ Corsanini 52’ \| Marcatori \| 89’ Taccini \| |           |             |                    |                     |
|                                                                                          |           |             |                    |                     |
| Angiolini 8’, 58’ Budini 17’ Corsanini 52’                                               | Marcatori | 89’ Taccini |                    |                     |

| Sora 22 ottobre 1933 5ª giornata                                                                   | Sora      | 3 – 2                      | L'Aquila | Stadio Sferracavallo |
| \| \| \| \| \| Andreini 32’ Morelli 49’ Rastelli 80’ \| Marcatori \| 40’ Angiolini 77’ Giannini \| |           |                            |          |                      |
| |           |                            |          |                      |
| Andreini 32’ Morelli 49’ Rastelli 80’                                                              | Marcatori | 40’ Angiolini 77’ Giannini |          |                      |

| Aquila degli Abruzzi 29 ottobre 1933 6ª giornata                                                     | L'Aquila  | 6 – 1       | Sambenedettese | Stadio del Littorio |
| \| \| \| \| \| Corsanini 17’, 49’, 68’, 78’ Piacentini 43’ Budini 85’ \| Marcatori \| 89’ Taffoni \| |           |             |                |                     |
| |           |             |                |                     |
| Corsanini 17’, 49’, 68’, 78’ Piacentini 43’ Budini 85’                                               | Marcatori | 89’ Taffoni |                |                     |

| Roma 1º novembre 1933 7ª giornata                                                  | Lazio II  | 3 – 1         | L'Aquila | Stadio Nazionale |
| \| \| \| \| \| Uneddu 7’ Remigi 49’ Gabriotti 80’ \| Marcatori \| 44’ Angiolini \| |           |               |          |                  |
|                                                                                    |           |               |          |                  |
| Uneddu 7’ Remigi 49’ Gabriotti 80’                                                 | Marcatori | 44’ Angiolini |          |                  |

| Jesi 5 novembre 1933 8ª giornata                           | Jesi      | 1 – 1          | L'Aquila | Stadio Pacifico Carotti |
| \| \| \| \| \| Maggi 23’ \| Marcatori \| 31’ Piacentini \| |           |                |          |                         |
|                                                            |           |                |          |                         |
| Maggi 23’                                                  | Marcatori | 31’ Piacentini |          |                         |

| Aquila degli Abruzzi 12 novembre 1933 9ª giornata                                                     | L'Aquila  | 4 – 1                   | Fermana | Stadio del Littorio |
| \| \| \| \| \| Budini 2’, 82’ Angiolini 24’ Piacentini 70’ \| Marcatori \| 75’ (aut.) Laroma Iezzi \| |           |                         |         |                     |
| |           |                         |         |                     |
| Budini 2’, 82’ Angiolini 24’ Piacentini 70’                                                           | Marcatori | 75’ (aut.) Laroma Iezzi |         |                     |

| Aquila degli Abruzzi 19 novembre 1933 10ª giornata                         | L'Aquila  | 4 – 0 | Civitavecchiese | Stadio del Littorio |
| \| \| \| \| \| Rossi II 25’, 29’ Budini 58’ Testoni 80’ \| Marcatori \| \| |           |       |                 |                     |
|                                                                            |           |       |                 |                     |
| Rossi II 25’, 29’ Budini 58’ Testoni 80’                                   | Marcatori |       |                 |                     |

| Taranto 26 novembre 1933 11ª giornata                          | Taranto   | 1 – 1         | L'Aquila | Stadio del Littorio |
| \| \| \| \| \| Castellano 40’ \| Marcatori \| 50’ Angiolini \| |           |               |          |                     |
|                                                                |           |               |          |                     |
| Castellano 40’                                                 | Marcatori | 50’ Angiolini |          |                     |

| Foligno 10 dicembre 1933 12ª giornata | Foligno | 0 – 0 | L'Aquila | Stadio comunale |

| Aquila degli Abruzzi 17 dicembre 1933 13ª giornata   | L'Aquila  | 1 – 0 | Molfetta | Stadio del Littorio |
| \| \| \| \| \| Fortina 79’ (rig.) \| Marcatori \| \| |           |       |          |                     |
|                                                      |           |       |          |                     |
| Fortina 79’ (rig.)                                   | Marcatori |       |          |                     |

#### Girone di ritorno
| Aquila degli Abruzzi 7 gennaio 1934 14ª giornata                | L'Aquila  | 3 – 0 | Cantieri Tosi | Stadio del Littorio |
| \| \| \| \| \| Budini 30’ Angiolini 51’, 76’ \| Marcatori \| \| |           |       |               |                     |
|                                                                 |           |       |               |                     |
| Budini 30’ Angiolini 51’, 76’                                   | Marcatori |       |               |                     |

| Fano 14 gennaio 1934 15ª giornata | Fano | 0 – 0 | L'Aquila | Polisportivo Borgo Metauro |

| Aquila degli Abruzzi 21 gennaio 1934 16ª giornata                          | L'Aquila  | 2 – 2             | Pescara | Stadio del Littorio |
| \| \| \| \| \| Piacentini 15’ Bon 21’ \| Marcatori \| 13’, 56’ Brindisi \| |           |                   |         |                     |
|                                                                            |           |                   |         |                     |
| Piacentini 15’ Bon 21’                                                     | Marcatori | 13’, 56’ Brindisi |         |                     |

| Ancona 28 gennaio 1934 17ª giornata            | Anconitana-Bianchi | 1 – 0 | L'Aquila | Stadio Dorico |
| \| \| \| \| \| Mondaini 78’ \| Marcatori \| \| |                    |       |          |               |
|                                                |                    |       |          |               |
| Mondaini 78’                                   | Marcatori          |       |          |               |

| Aquila degli Abruzzi 4 febbraio 1934 18ª giornata    | L'Aquila  | 2 – 0 | Sora | Stadio del Littorio |
| \| \| \| \| \| Corsanini 14’, 62’ \| Marcatori \| \| |           |       |      |                     |
|                                                      |           |       |      |                     |
| Corsanini 14’, 62’                                   | Marcatori |       |      |                     |

| San Benedetto del Tronto 18 febbraio 1934 19ª giornata                    | Sambenedettese | 1 – 2                        | L'Aquila | Campo del Littorio |
| \| \| \| \| \| Ulissi 23’ \| Marcatori \| 51’ (rig.) Angiolini 86’ Bon \| |                |                              |          |                    |
|                                                                           |                |                              |          |                    |
| Ulissi 23’                                                                | Marcatori      | 51’ (rig.) Angiolini 86’ Bon |          |                    |

| Aquila degli Abruzzi 25 febbraio 1934 20ª giornata | L'Aquila  | 1 – 0 | Lazio II | Stadio del Littorio |
| \| \| \| \| \| Fortina 88’ \| Marcatori \| \|      |           |       |          |                     |
|                                                    |           |       |          |                     |
| Fortina 88’                                        | Marcatori |       |          |                     |

| Aquila degli Abruzzi 4 marzo 1934 21ª giornata | L'Aquila  | 1 – 0 | Jesi | Stadio del Littorio |
| \| \| \| \| \| Angiolini 8’ \| Marcatori \| \| |           |       |      |                     |
|                                                |           |       |      |                     |
| Angiolini 8’                                   | Marcatori |       |      |                     |

| Fermo 11 marzo 1934 22ª giornata | Fermana | 0 – 0 | L'Aquila | Campo del Littorio |

| Civitavecchia 18 marzo 1934 23ª giornata                       | Civitavecchiese | 0 – 3                        | L'Aquila | Campo Gargana |
| \| \| \| \| \| \| Marcatori \| 5’ Corsanini 15’, 60’ Budini \| |                 |                              |          |               |
|                                                                |                 |                              |          |               |
|                                                                | Marcatori       | 5’ Corsanini 15’, 60’ Budini |          |               |

| Aquila degli Abruzzi 1º aprile 1934 24ª giornata | L'Aquila | 0 – 0 | Taranto | Stadio del Littorio |

| Aquila degli Abruzzi 8 aprile 1934 25ª giornata | L'Aquila  | 1 – 0 | Foligno | Stadio del Littorio |
| \| \| \| \| \| Rossi I 77’ \| Marcatori \| \|   |           |       |         |                     |
|                                                 |           |       |         |                     |
| Rossi I 77’                                     | Marcatori |       |         |                     |

| Molfetta 15 aprile 1934 26ª giornata                                    | Molfetta  | 2 – 1          | L'Aquila | Stadio Paolo Poli |
| \| \| \| \| \| Cosma 20’ Pugliesi 48’ \| Marcatori \| 60’ (rig.) Bon \| |           |                |          |                   |
|                                                                         |           |                |          |                   |
| Cosma 20’ Pugliesi 48’                                                  | Marcatori | 60’ (rig.) Bon |          |                   |

#### Girone finale
| Aquila degli Abruzzi 13 maggio 1934 1ª giornata                     | L'Aquila  | 3 – 0 | Acciaierie Falck | Stadio del Littorio |
| \| \| \| \| \| Bon 12’ Corsanini 43’ Fortina 77’ \| Marcatori \| \| |           |       |                  |                     |
|                                                                     |           |       |                  |                     |
| Bon 12’ Corsanini 43’ Fortina 77’                                   | Marcatori |       |                  |                     |

| Gorizia 20 maggio 1934 2ª giornata                      | Pro Gorizia | 1 – 1       | L'Aquila | Campo sportivo |
| \| \| \| \| \| Vale I 7’ \| Marcatori \| 58’ Rossi I \| |             |             |          |                |
|                                                         |             |             |          |                |
| Vale I 7’                                               | Marcatori   | 58’ Rossi I |          |                |

| Aquila degli Abruzzi 17 giugno 1934 3ª giornata                          | L'Aquila  | 2 – 1           | Andrea Doria | Stadio del Littorio |
| \| \| \| \| \| Bon 27’ Piacentini 50’ \| Marcatori \| 75’ Narizzano I \| |           |                 |              |                     |
|                                                                          |           |                 |              |                     |
| Bon 27’ Piacentini 50’                                                   | Marcatori | 75’ Narizzano I |              |                     |

| Sesto San Giovanni 24 giugno 1934 4ª giornata   | Acciaierie Falck | 1 – 0 | L'Aquila | Campo sportivo |
| \| \| \| \| \| Simonatti 48’ \| Marcatori \| \| |                  |       |          |                |
|                                                 |                  |       |          |                |
| Simonatti 48’                                   | Marcatori        |       |          |                |

| Aquila degli Abruzzi 1º luglio 1934 5ª giornata                                    | L'Aquila  | 2 – 2 referto         | Pro Gorizia | Stadio del Littorio |
| \| \| \| \| \| Corsanini 80’ Rossi II 85’ \| Marcatori \| 14’ Glessi 33’ Vale I \| |           |                       |             |                     |
|                                                                                    |           |                       |             |                     |
| Corsanini 80’ Rossi II 85’                                                         | Marcatori | 14’ Glessi 33’ Vale I |             |                     |

| Genova 8 luglio 1934 6ª giornata                                                             | Andrea Doria | 1 – 3 referto                                  | L'Aquila | Stadio della Nafta |
| \| \| \| \| \| Pantani 89’ \| Marcatori \| 29’ (rig.) Corsanini 65’ Piacentini 90’ Budini \| |              |                                                |          |                    |
|                                                                                              |              |                                                |          |                    |
| Pantani 89’                                                                                  | Marcatori    | 29’ (rig.) Corsanini 65’ Piacentini 90’ Budini |          |                    |

## Statistiche

### Statistiche di squadra
| Competizione    | Punti | In casa | In casa | In casa | In casa | In casa | In casa | In trasferta | In trasferta | In trasferta | In trasferta | In trasferta | In trasferta | Totale | Totale | Totale | Totale | Totale | Totale | DR  |
| Competizione    | Punti | G       | V       | N       | P       | Gf      | Gs      | G            | V            | N            | P            | Gf           | Gs           | G      | V      | N      | P      | Gf     | Gs     | DR  |
| --------------- | ----- | ------- | ------- | ------- | ------- | ------- | ------- | ------------ | ------------ | ------------ | ------------ | ------------ | ------------ | ------ | ------ | ------ | ------ | ------ | ------ | --- |
| Prima Divisione | 36    | 13      | 11      | 2       | 0       | 36      | 6       | 13           | 3            | 6            | 4            | 14           | 13           | 26     | 14     | 8      | 4      | 50     | 19     | +31 |
| Girone finale   | 8     | 3       | 2       | 1       | 0       | 7       | 3       | 3            | 1            | 1            | 1            | 4            | 3            | 6      | 3      | 2      | 1      | 11     | 6      | +5  |
| Totale          | -     | 16      | 13      | 3       | 0       | 43      | 9       | 16           | 4            | 7            | 5            | 18           | 16           | 32     | 17     | 10     | 5      | 61     | 25     | +36 |